# Байбараков, Ешимбет Байбаракович
Ешимбет Байбаракович Байбараков (каз. Ешімбет Байбарақов; род. 18 июля 1936, а. Узынбулак Кегенского района Алматинской области) — советский и казахстанский экономист, доктор экономических наук (1987), профессор (1990), член-корреспондент Национальной академии наук Республики Казахстан (1991), заслуженный работник сельского хозяйства Республики Казахстан (1991), академик Национальной академии наук Республики Казахстан (2003), академик Сельскохозяйственной академии (1997). Умер 01.04.2023г. в г. Алматы.

## Биография
Происходит из рода албан Старшего жуза.
Окончил Алматинский зооветеринарный институт (1962), Казахский сельскохозяйственный институт (1969). В 1974—1994 годах — генеральный директор Абайского птицеводческого объединения. В 1994—1997 годах — президент акционерной компании «Абай». С 1997 года — профессор Казахской академии управления им. Т. Рыскулова.
Внёс весомый вклад в развитие птицеводства республики. Награждён орденами «Знак Почёта» и Трудового Красного Знамени.

## Сочинения
- Производство яиц на промышленной основе, А.-А., 1979;
- Резервы промышленного птицеводства, А.-А., 1985;
- Книга о продуктах птицеводства, А.. 1990.